# Journées internationales de Corte
Les Journées internationales de Corte (Ghjurnate Internaziunale di Corti en corse) est une réunion d'organisations indépendantistes et autonomistes du monde entier, organisées début août à Corte, en Corse, depuis 1981 à l'initiative des mouvements nationalistes corses.